# Ambroise Thomas
Charles Louis Ambroise Thomas (Metz, 5 d'agost de 1811 – París, 12 de febrer de 1896) fou un compositor francès del segle xix reputat fonamentalment per les seues òperes, i en especial per la cèlebre Mignon.

## Biografia
Infant prodigi, fill d'un violonista de Metz, Jean-Baptiste-Martin Thomas, i d'una cantant, Ambroise Thomas va estudiar música amb son pare al mateix temps que l'alfabet, practicant el piano i el violí. Son pare va morir el 1823, deixant la família sense recursos. La viuda es va instal·lar a París el 1827 i, l'any següent, Ambroise va ingressar al Conservatori de París, on va ser alumne de Zimmermann, Doulen, Barbereau i Lesueur en composició i de Kalkbrenner en piano. Va guanyar el primer premi de piano el 1829, el primer premi d'harmonia el 1830 i, després d'una temptativa infructuosa el 1831, el Prix de Rome el 1832 amb la cantata Herman et Ketty.
Durant la seua estada a Itàlia a la Vil·la Mèdici, va compondre principalment música de cambra i va entaular amistat amb el pintor Hippolyte Flandrin, que va fer-li un retrat i amb Ingres, llavors director de l'Acadèmia. Després va viatjar a Viena, Múnic i Leipzig. Era aleshores, segons els records de Léon Escudier, «un home jove i prim, amb un rostre expressiu il·luminat per uns ulls blaus d'una atractiva dolcesa, amb un posat indolent, i amb maneres elegants i polides. Aquest jove esvelt amb veu flexible i penetrant, no es feia massa de pregar quan hom li demanava de posar-se al piano. Tocava força bé aquest instrument, no fins al punt dels virtuosos de concert a la cerca donacions i sense preocupar-se d'una sonoritat massa sorollosa, sinó com un poeta que sap parlar al cor i trobar fines colors per pintar els seus èxtasis i els seus somnis. »
Al seu retorn a París el 1837, Thomas se submergeix en la composició d'òperes, que seran totes interpretades. Si bé algunes de les òperes d'aquest període, compostes en un estil lleuger i melodiós, van gaudir d'èxit, cap d'elles va romandre al repertori: La Double Échelle (1837), que va atraure els elogis d'Hector Berlioz; Le Caïd (1849), opereta brillant que va obtenir un gran èxit; Le Songe d'une nuit d'été (1850), fantasia dramàtica que va ser ben acollida, on es troben Falstaff i el mateix Shakespeare però no pas Titània ni Oberon; Raymond (1851), l'obertura de la qual continua sent popular, Le Roman d'Elvire, etc. Gràcies a l'èxit de Caïd, Ambroise Thomas va ser elegit triomfalment com a membre de l'Acadèmie de Belles Arts el 1851, superant Berlioz que no va obtenir ni un sol vot.
Tenia més de cinquanta anys quan Mignon (1866), sobre un llibret basat en la novel·la de Goethe, Wilhelm Meister (Wilhelm Meisters Lehrjahre), va obtenir un èxit considerable després d'uns tebis inicis. Des d'aleshores, Ambroise Thomas, la fama del qual havia restat fins llavors restringida, va accedir a l'estatus de figura principal del panorama musical. El 1894, Mignon havia estat representada més de 1000 vegades només a l'Opéra-Comique i s'havia presentat a tots els principals teatres europeus.

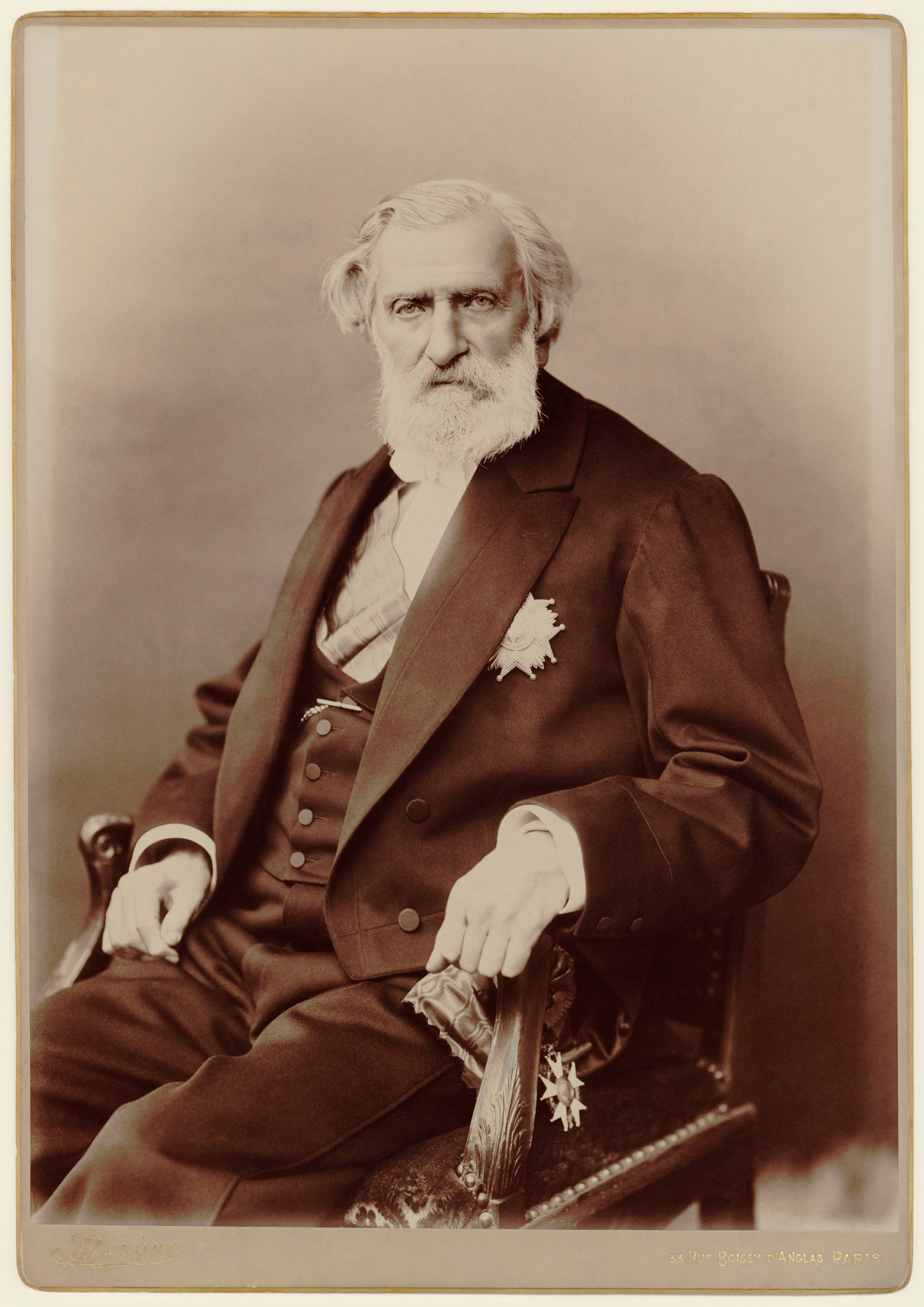
Ambroise Thomas

La seua següent òpera, Hamlet (1868), sobre la tragèdia de Shakespeare, li va suposar el reconeixement internacional. En aquest cas, la música composta per Thomas no s'adapta massa bé al tema, però no obstant la partitura atresora algunes de les seues millors pàgines, principalment l'escena de l'esplanada, la part completa d'Ofèlia, i un ballet particularment brillant. La interpretació de Jean-Baptiste Faure i de Christina Nilsson van contribuir a l'èxit de l'obra, fins al punt que el compositor va ser el primer músic a rebre, de mans de Napoleó III, la Legió d'Honor.
Thomas va guanyar la plaça de professor de composició del Conservatori de París el 1856, succeint Adolphe Adam. Molts alumnes seus més tard va ser coneguts músics com per exemple Alfred Rabuteau o Charles-Alexis Chauvet. A la mort d'Auber el 1871, Thomas va succeir-lo al cap del Conservatori. Llavors va deixar de compondre, amb l'excepció de Françoise de Rimini (1874), que va ser un fracàs, i del ballet La Tempête (La Tempesta) (1889), també sobre l'obra homònima de Shakespeare, estrenat a l'Òpera de París. Mentre va ser director del Conservatori es va oposar a les influències germàniques. Si va atribuir la classe d'orgue a César Franck el 1872, va batallar contra el nomenament de Gabriel Fauré, que no va ser acceptat al Conservatori fins a la mort de Thomas el 1896.
A banda de les seues òperes, Ambroise Thomas va compondre algunes peces de música sacra, instrumental i simfònica. El 1887 va presidir la comissió creada pel Ministeri francès de la Guerra per a establir una versió oficial de La Marsellesa. La versió resultant es va mantenir com a oficial per a les cerimònies oficials franceses fins al 1974.
« Hi ha dues classes de música, la bona i la dolenta. I després hi ha la música d'Ambroise Thomas », va dir Emmanuel Chabrier: pot dir-se efectivament que la música d'Ambroise Thomas no és ni bona ni dolenta; lleugera, fàcil, melodiosa, feta principalment al gust del públic burgès del Segon Imperi. Thomas era, segons Alfred Bruneau, « el darrer representant de la llarga generació de productors ràpids que, durant mig segle, van nodrir amb una fecunditat infatigable i potser excessiva els nostres teatres lírics. Posat a la feina en els temps fàcils dels Auber o els Adolphe Adam, el dolç cantor de "Mignon", que no era en absolut un innovador, no va covar una altra ambició que seguir el camí marcat per la moda. »
A Catalunya, els Cors de Clavé solen interpretar l'himne Salut als cantors, la música del qual pertany a Ambroise Thomas, i l'adaptació al català és d'Eusebi Benaiges Cots.

## Obres líriques
- La Double échelle, París, Opéra-Comique, 1837
- Le Perruquier de la Régence, 1838
- Gipsy, 1839
- Le comte de Carmagnola, 1842
- Angélique et Médor, 1843
- Le Caïd, 1849
- Le Songe d'une nuit d'été, 1850
- Raymond, 1851
- Psyché, 1857
- Le Roman d'Elvire, 1860
- Mignon, tragèdia lírica en 3 actes i 5 quadres, llibret de Michel Carré i Jules Barbier, estrenada a l'Opéra-Comique de París el 17 de novembre de 1866
- Hamlet, òpera en 5 actes, llibret de Michel Carré i Jules Barbier,estrenada a l'Òpera de París le 9 mars 1868
- Françoise de Rimini, Òpera de París, 1874
- La Tempête, ballet, 1889

## Llista d'alumnes
- Gaston Salvayre,[2]
- Massenet,
- Johan Selmer,
- Édouard Colonne,
- Théodore Dubois,
- Isidore Legouix,[3]
- Albert Bourgault-Ducoudray,
- Ánge Flégier,[4]
- Albert Lavignac, Michael Haller[5]
- Francis Thomé,
- Édouard Colonne,
- Paul Rougnon,
- Gaston Serpette.[6]